# Thiago Fragoso
Thiago Neves Fragoso (Rio de Janeiro, 1º novembre 1981) è un attore, conduttore televisivo e cantante brasiliano, in Italia conosciuto per il ruolo di Stefano nella telenovela Garibaldi, l'eroe dei due mondi, al fianco di Thiago Lacerda, Eliane Giardini e Giovanna Antonelli.

## Biografia
Nato a Rio de Janeiro il 1º novembre 1981, ha debuttato in teatro nel 1989 quando non aveva ancora compiuto nove anni. All'età di undici ha lavorato nel musical Os Sinos da Candelária, che racconta i massacri dei meninos da rua a Rio de Janeiro del 1993.
La sua formazione è passata attraverso due compagnie teatrali di Rio. Nel 2003 e 2004 è stato invitato a partecipare ad uno sketch del Circuito Carioca de Esquetes.
La sua carriera cinematografica ha avuto inizio nel 2001 con il film A Partilha, tratto dall'omonima opera di Miguel Falabella e diretto da Daniel Filho.
Impegnato anche nel doppiaggio, nel 2007 ha prestato la sua voce al personaggio di Alfredo Linguini nella versione portoghese del film Ratatouille.
Ha ottenuto il ruolo di Pery Ribeiro nella miniserie Dalva e Herivelto: Uma Canção de Amor, che è stata candidata a due premi Emmy.
Nel 2013 ha fatto parlare per il bacio gay scambiato tra il suo personaggio e quello interpretato dal collega Mateus Solano nella telenovela Amor à Vida, primo caso nella storia della tv brasiliana. 

## Vita privata
È sposato con l'attrice Mariana Vaz. La coppia ha due figli maschi.

## Filmografia

### Televisione
Telenovelas
- Perdidos de Amor (Rede Bandeirantes) (1996)
- Laços de Família (2000)
- Estrela-Guia (2001)
- O clone (2001-2002)
- Garibaldi, l'eroe dei due mondi; altro titolo: La casa delle sette donne (A casa das sete mulheres) (2003)
- Agora É que São Elas (2003)
- Senhora do Destino (2004-2005)
- O Profeta (2006-2007)
- Negócio da China (2008-2009)
- O Astro (2010-2011)
- Araguaia (2010-2011)
- Lado a lado (2012-2013)
- Amor à vida (2013)
- Babilonia (2015)
- Salve-se Quem Puder (2020)

Telefilm
- Vita di oggi (Confissões de Adolescente) (1994)
- Malhação (1996)
- Sexo Frágil (2003)
- Zorra Total (2004)
- Sítio do Picapau Amarelo (2005)
- Casos e Acasos (2007-2008)
- Guerra e Paz (episodio: "Velozes e Infiéis") (2008)
- Toma Lá, Dá Cá (episodio: "A classe média vai ao paraíso") (2008)
- Dalva e Herivelto - Uma Canção de Amor (2010)
- Na Forma da Lei (episodio: "Justiça Tardia") (2010)

### Cinema
- Ouro Negro - A Saga do Petróleo Brasileiro (2009)
- Caixa Dois (2007)
- Ratatouille (2007) (doppiatore)
- Irma Vap - O Retorno (2006)
- Trair e Coçar É Só Começar (2006)
- Um Show de Verão (2004)
- Foliar Brasil (2003)
- Xuxa e os Duendes 2 - No Caminho das Fadas (2002)
- A Partilha (2001)

### Teatro
- 2010 - Mente Mentira - A Lie of the Mind (Sam Shepard)
- 2009 - Rock N'Roll (Tom Stoppard)
- 2007 - Sua Excelência, o Candidato
- 2006 - Como o Diabo Gosta
- 2005 - Veneza
- 2004 - A Missão Secreta de Tom Rilver
- 2003 - Eu, Você e Ninguém
- 2003 - Repersolos
- 2001 - Paixão Cheia de Nós
- 2001 - O Despertar da Primavera
- 2000 - O Beijo no Asfalto
- 2000 - O Último Suspiro da Palmeira
- 1999 - Poemas com Problemas
- 1998 - Romeu e Julieta
- 1994 - Os Sinos da Candelária

## Discografia
- Você é a Música em Mim (con Itauana Ciribelli)